# Olympische Sommerspiele 2012/Teilnehmer (Polen)
| Gelbes Symbol für Goldmedaillen mit stilisierten Olympischen Ringen | Graues Symbol für Silbermedaillen mit stilisierten Olympischen Ringen | Braundes Symbol für Bronzemedaillen mit stilisierten Olympischen Ringen |
| ------------------------------------------------------------------- | --------------------------------------------------------------------- | ----------------------------------------------------------------------- |
| 3                                                                   | 2                                                                     | 6                                                                       |

Polen nahm in London an den Olympischen Spielen 2012 teil. Es war die insgesamt 20. Teilnahme an Olympischen Sommerspielen. Vom Polski Komitet Olimpijski wurden insgesamt 222 Athleten in 22 Sportarten nominiert.
Fahnenträgerin bei der Eröffnungsfeier war die Tennisspielerin Agnieszka Radwańska.

## Teilnehmer nach Sportarten

### Badminton
| Athleten                        | Wettbewerb | Gruppenphase                                                   | Gruppenphase                                                   | Gruppenphase                                                                                             | Gruppenphase                                                                                             | Achtelfinale                                                                                             | Achtelfinale                                                                                             | Viertelfinale                                                                                            | Viertelfinale                                                                                            | Halbfinale                                                                                               | Halbfinale                                                                                               | Finale                                                                                                   | Finale                                                                                                   | Rang |
| Athleten                        | Wettbewerb | Gegner                                                         | Ergebnis                                                       | Punkte                                                                                                   | Rang | Gegner                                                                                                   | Ergebnis                                                                                                 | Gegner                                                                                                   | Ergebnis                                                                                                 | Gegner                                                                                                   | Ergebnis                                                                                                 | Gegner                                                                                                   | Ergebnis                                                                                                 | Rang |
| ------------------------------- | ---------- | -------------------------------------------------------------- | -------------------------------------------------------------- | --- | --- | --- | --- | --- | --- | --- | --- | --- | --- | ---- |
| Frauen                          |            |                                                                |                                                                | | | | | | | | | | |      |
| Kamila Augustyn                 | Einzel     | A. Prokopenko T. Baun                                          | 0:2 (16:21, 17:21) 0:2 (11:21, 6:21)                           | 0:4 (50:84)                                                                                              | 3 | ausgeschieden                                                                                            | ausgeschieden                                                                                            | ausgeschieden                                                                                            | ausgeschieden                                                                                            | ausgeschieden                                                                                            | ausgeschieden                                                                                            | ausgeschieden                                                                                            | ausgeschieden                                                                                            |      |
| Männer                          |            |                                                                |                                                                | | | | | | | | | | |      |
| Przemysław Wacha                | Einzel     | Chen J.                                                        | 0:2 (15:21, 8:21)                                              | – | – | ausgeschieden                                                                                            | ausgeschieden                                                                                            | ausgeschieden                                                                                            | ausgeschieden                                                                                            | ausgeschieden                                                                                            | ausgeschieden                                                                                            | ausgeschieden                                                                                            | ausgeschieden                                                                                            |      |
| Adam Cwalina Michał Łogosz      | Doppel     | Koo S. H. Yoo Y. S. B. Isara M. Jongjit M. Ahsan B. Septano    | 1:2 (21:17, 7:21, 13:21) RET (21:14, 13:21, 15:17) RET         | Teilnahme wg. Verletzung von Michał Łogosz zurückgezogen. Die Spiele wurden offiziell mit 0:21 gewertet. | Teilnahme wg. Verletzung von Michał Łogosz zurückgezogen. Die Spiele wurden offiziell mit 0:21 gewertet. | Teilnahme wg. Verletzung von Michał Łogosz zurückgezogen. Die Spiele wurden offiziell mit 0:21 gewertet. | Teilnahme wg. Verletzung von Michał Łogosz zurückgezogen. Die Spiele wurden offiziell mit 0:21 gewertet. | Teilnahme wg. Verletzung von Michał Łogosz zurückgezogen. Die Spiele wurden offiziell mit 0:21 gewertet. | Teilnahme wg. Verletzung von Michał Łogosz zurückgezogen. Die Spiele wurden offiziell mit 0:21 gewertet. | Teilnahme wg. Verletzung von Michał Łogosz zurückgezogen. Die Spiele wurden offiziell mit 0:21 gewertet. | Teilnahme wg. Verletzung von Michał Łogosz zurückgezogen. Die Spiele wurden offiziell mit 0:21 gewertet. | Teilnahme wg. Verletzung von Michał Łogosz zurückgezogen. Die Spiele wurden offiziell mit 0:21 gewertet. | Teilnahme wg. Verletzung von Michał Łogosz zurückgezogen. Die Spiele wurden offiziell mit 0:21 gewertet. |      |
| Mixed                           |            |                                                                |                                                                | | | | | | | | | | |      |
| Nadieżda Zięba Robert Mateusiak | Doppel     | S. Ikeda R. Shiota J. Fischer Nielsen C. Pedersen G. Gao T. Ng | 2:0 (21:18, 22:20) 1:2 (9:21, 21:14, 17:21) 2:0 (21:13, 21:16) | 5:2 (132:123)                                                                                            | 2 | – | – | Xu C. Jin M.                                                                                             | 1:2 (21:19, 16:21, 21:23)                                                                                | ausgeschieden                                                                                            | ausgeschieden                                                                                            | ausgeschieden                                                                                            | ausgeschieden                                                                                            |      |

### Beachvolleyball
| Athleten                        | Gruppenphase                                                                | Gruppenphase                                                   | Gruppenphase | Gruppenphase | Achtelfinale           | Achtelfinale       | Viertelfinale      | Viertelfinale             | Halbfinale    | Halbfinale    | Finale        | Finale        | Rang          |
| Athleten                        | Gegner                                                                      | Ergebnis                                                       | Punkte       | Rang         | Gegner                 | Ergebnis           | Gegner             | Ergebnis                  | Gegner        | Ergebnis      | Gegner        | Ergebnis      | Rang          |
| ------------------------------- | --------------------------------------------------------------------------- | -------------------------------------------------------------- | ------------ | ------------ | ---------------------- | ------------------ | ------------------ | ------------------------- | ------------- | ------------- | ------------- | ------------- | ------------- |
| Männer                          |                                                                             |                                                                |              |              |                        |                    |                    |                           |               |               |               |               |               |
| Grzegorz Fijałek Mariusz Prudel | A. Samoilovs / R. Sorokins J. Gibb / S. Rosenthal G. Goldschmidt / F. Chiya | 1:2 (21:12, 15:21, 12:15) 2:0 (21:17, 21:18) 2:0 (21:19 21:13) | 5            | 2            | S. Heyer S. Chevallier | 2:0 (21:18, 21:17) | E. Rego A. Cerutti | 1:2 (17:21, 21:16, 15:17) | ausgeschieden | ausgeschieden | ausgeschieden | ausgeschieden | ausgeschieden |

### Bogenschießen
| Athleten          | Wettbewerb | Qualifikation | Qualifikation | 1. Runde | 1. Runde | 2. Runde      | 2. Runde      | Achtelfinale  | Achtelfinale  | Viertelfinale | Viertelfinale | Halbfinale    | Halbfinale    | Finale        | Finale        | Rang          |
| Athleten          | Wettbewerb | Ringe         | Rang          | Gegner   | Ergebnis | Gegner        | Ergebnis      | Gegner        | Ergebnis      | Gegner        | Ergebnis      | Gegner        | Ergebnis      | Gegner        | Ergebnis      | Rang          |
| ----------------- | ---------- | ------------- | ------------- | -------- | -------- | ------------- | ------------- | ------------- | ------------- | ------------- | ------------- | ------------- | ------------- | ------------- | ------------- | ------------- |
| Frauen            |            |               |               |          |          |               |               |               |               |               |               |               |               |               |               |               |
| Natalia Leśniak   | Einzel     | 639           | 38            | Jing Xu  | 2-6      | ausgeschieden | ausgeschieden | ausgeschieden | ausgeschieden | ausgeschieden | ausgeschieden | ausgeschieden | ausgeschieden | ausgeschieden | ausgeschieden | ausgeschieden |
| Männer            |            |               |               |          |          |               |               |               |               |               |               |               |               |               |               |               |
| Rafał Dobrowolski | Einzel     | 672           | 14            | D.Xavier | 7 - 3    | R. Banerjee   | 7 - 3         | Oh Jin-hyuk   | 0 - 6         | ausgeschieden | ausgeschieden | ausgeschieden | ausgeschieden | ausgeschieden | ausgeschieden | ausgeschieden |

### Boxen
| Athleten            | Wettbewerb              | 1. Runde | 1. Runde | Achtelfinale         | Achtelfinale | Viertelfinale | Viertelfinale | Halbfinale    | Halbfinale    | Finale        | Finale        | Rang          |
| Athleten            | Wettbewerb              | Gegner   | Ergebnis | Gegner               | Ergebnis     | Gegner        | Ergebnis      | Gegner        | Ergebnis      | Gegner        | Ergebnis      | Rang          |
| ------------------- | ----------------------- | -------- | -------- | -------------------- | ------------ | ------------- | ------------- | ------------- | ------------- | ------------- | ------------- | ------------- |
| Frauen              |                         |          |          |                      |              |               |               |               |               |               |               |               |
| Karolina Michalczuk | Fliegengewicht 48-51 kg | –        | –        | Chungneijang Hmangte | 14-19        | ausgeschieden | ausgeschieden | ausgeschieden | ausgeschieden | ausgeschieden | ausgeschieden | ausgeschieden |

### Fechten
| Athleten                                                                     | Wettbewerb         | 1. Runde       | 1. Runde | 2. Runde             | 2. Runde | Achtelfinale  | Achtelfinale  | Viertelfinale | Viertelfinale | Halbfinale    | Halbfinale    | Finale        | Finale        | Rang |
| Athleten                                                                     | Wettbewerb         | Gegner         | Ergebnis | Gegner               | Ergebnis | Gegner        | Ergebnis      | Gegner        | Ergebnis      | Gegner        | Ergebnis      | Gegner        | Ergebnis      | Rang |
| ---------------------------------------------------------------------------- | ------------------ | -------------- | -------- | -------------------- | -------- | ------------- | ------------- | ------------- | ------------- | ------------- | ------------- | ------------- | ------------- | ---- |
| Frauen                                                                       |                    |                |          |                      |          |               |               |               |               |               |               |               |               |      |
| Magdalena Piekarska                                                          | Degen Einzel       | Freilos        | Freilos  | Tiffany Géroudet     | 14:15    | ausgeschieden | ausgeschieden | ausgeschieden | ausgeschieden | ausgeschieden | ausgeschieden | ausgeschieden | ausgeschieden |      |
| Sylwia Gruchała                                                              | Florett Einzel     | Freilos        | Freilos  | Kanae Ikehata        | 8:9      | ausgeschieden | ausgeschieden | ausgeschieden | ausgeschieden | ausgeschieden | ausgeschieden | ausgeschieden | ausgeschieden |      |
| Małgorzata Wojtkowiak                                                        | Florett Einzel     | Freilos        | Freilos  | Jinyan Chen          | 8:15     | ausgeschieden | ausgeschieden | ausgeschieden | ausgeschieden | ausgeschieden | ausgeschieden | ausgeschieden | ausgeschieden |      |
| Martyna Synoradzka                                                           | Florett Einzel     | Freilos        | Freilos  | Kamilla Gafurzianova | 8:15     | ausgeschieden | ausgeschieden | ausgeschieden | ausgeschieden | ausgeschieden | ausgeschieden | ausgeschieden | ausgeschieden |      |
| Sylwia Gruchała Małgorzata Wojtkowiak Martyna Synoradzka Karolina Chlewińska | Florett Mannschaft | –              | –        | –                    | –        | Freilos       | Freilos       | Frankreich    | 31:42         | ausgeschieden | ausgeschieden | ausgeschieden | ausgeschieden |      |
| Aleksandra Socha                                                             | Säbel Einzel       | Sandra Sassine | 15:7     | Vassiliki Vougiouka  | 7:15     | ausgeschieden | ausgeschieden | ausgeschieden | ausgeschieden | ausgeschieden | ausgeschieden | ausgeschieden | ausgeschieden |      |
| Männer                                                                       |                    |                |          |                      |          |               |               |               |               |               |               |               |               |      |
| Radosław Zawrotniak                                                          | Degen Einzel       | –              | –        | Alexandre Bouzaid    | 9:15     | ausgeschieden | ausgeschieden | ausgeschieden | ausgeschieden | ausgeschieden | ausgeschieden | ausgeschieden | ausgeschieden |      |
| Adam Skrodzki                                                                | Säbel Einzel       | Hin Chung Lam  | 15:10    | Nicolas Limbach      | 8:15     | ausgeschieden | ausgeschieden | ausgeschieden | ausgeschieden | ausgeschieden | ausgeschieden | ausgeschieden | ausgeschieden |      |

### Gewichtheben
| Athleten                         | Wettbewerb        | Reißen                  | Reißen                  | Stoßen                  | Stoßen                  | Zweikampf               | Zweikampf               | Rang                    |
| Athleten                         | Wettbewerb        | Gewicht                 | Rang                    | Gewicht                 | Rang                    | Gewicht                 | Rang                    | Rang                    |
| -------------------------------- | ----------------- | ----------------------- | ----------------------- | ----------------------- | ----------------------- | ----------------------- | ----------------------- | ----------------------- |
| Frauen                           |                   |                         |                         |                         |                         |                         |                         |                         |
| Joanna Łochowska                 | Klasse bis 53 kg  | 84 kg                   | 11                      | 107 kg                  | 12                      | 191 kg                  | 9                       | 13                      |
| Aleksandra Klejnowska-Krzywańska | Klasse bis 53 kg  | 84 kg                   | 11                      | 112 kg                  | 6                       | 196 kg                  | 5                       | 7                       |
| Ewa Mizdal                       | Klasse bis 75 kg  | 104 kg                  | 7                       | 127 kg                  | 8                       | 231 kg                  | 7                       | 7                       |
| Männer                           |                   |                         |                         |                         |                         |                         |                         |                         |
| Krzysztof Zwarycz                | Klasse bis 77 kg  | 150 kg                  | 7                       | 182 kg                  | 7                       | 332 kg                  | 7                       | 7                       |
| Adrian Zieliński                 | Klasse bis 85 kg  | 174 kg                  | 2                       | 211 kg                  | 1                       | 385 kg                  | 1                       | Gold                    |
| Arsen Kasabijew                  | Klasse bis 94 kg  | 170 kg                  | 11                      | DNS                     | DNS                     | DNF                     | DNF                     | DNF                     |
| Tomasz Zieliński                 | Klasse bis 94 kg  | 175 kg                  | 8                       | 210 kg                  | 8                       | 385 kg                  | 3                       | Bronze                  |
| Bartłomiej Bonk                  | Klasse bis 105 kg | 190 kg                  | 1                       | 220 kg                  | 3                       | 410 kg                  | 3                       | Silber                  |
| Marcin Dołęga                    | Klasse bis 105 kg | Teilnahme zurückgezogen | Teilnahme zurückgezogen | Teilnahme zurückgezogen | Teilnahme zurückgezogen | Teilnahme zurückgezogen | Teilnahme zurückgezogen | Teilnahme zurückgezogen |

### Judo
| Athleten           | Wettbewerb         | 1. Runde         | 1. Runde  | Achtelfinale   | Achtelfinale  | Viertelfinale  | Viertelfinale | Hoffnungsrunde Halbfinale | Hoffnungsrunde Halbfinale | Halbfinale    | Halbfinale    | Hoffnungsrunde Finale | Hoffnungsrunde Finale | Finale        | Finale        | Rang          |
| Athleten           | Wettbewerb         | Gegner           | Ergebnis  | Gegner         | Ergebnis      | Gegner         | Ergebnis      | Gegner                    | Ergebnis                  | Gegner        | Ergebnis      | Gegner                | Ergebnis              | Gegner        | Ergebnis      | Rang          |
| ------------------ | ------------------ | ---------------- | --------- | -------------- | ------------- | -------------- | ------------- | ------------------------- | ------------------------- | ------------- | ------------- | --------------------- | --------------------- | ------------- | ------------- | ------------- |
| Frauen             |                    |                  |           |                |               |                |               |                           |                           |               |               |                       |                       |               |               |               |
| Katarzyna Kłys     | Klasse bis 70 kg   | Fei Chen         | 000-1001  | ausgeschieden  | ausgeschieden | ausgeschieden  | ausgeschieden | ausgeschieden             | ausgeschieden             | ausgeschieden | ausgeschieden | ausgeschieden         | ausgeschieden         | ausgeschieden | ausgeschieden | ausgeschieden |
| Daria Pogorzelec   | Klasse bis 78 kg   | Anamari Velenšek | 001-000   | Heide Wollert  | 020-000       | Mayra Aguiar   | 000-020       | Abigél Joó                | 0022-1012                 | ausgeschieden | ausgeschieden | ausgeschieden         | ausgeschieden         | ausgeschieden | ausgeschieden | ausgeschieden |
| Urszula Sadkowska  | Klasse über 78 kg  | Wen Tong         | 000-101   | ausgeschieden  | ausgeschieden | ausgeschieden  | ausgeschieden | ausgeschieden             | ausgeschieden             | ausgeschieden | ausgeschieden | ausgeschieden         | ausgeschieden         | ausgeschieden | ausgeschieden | ausgeschieden |
| Männer             |                    |                  |           |                |               |                |               |                           |                           |               |               |                       |                       |               |               |               |
| Paweł Zagrodnik    | Klasse bis 66 kg   | Leandro Cunha    | 0011-0001 | Armen Nasarjan | 0111-0102     | Miklós Ungvári | 0002-001      | Tərlan Kərimov            | 000-010                   | ausgeschieden | ausgeschieden | ausgeschieden         | ausgeschieden         | ausgeschieden | ausgeschieden | ausgeschieden |
| Tomasz Adamiec     | Klasse bis 73 kg   | Ugo Legrand      | 000-010   | ausgeschieden  | ausgeschieden | ausgeschieden  | ausgeschieden | ausgeschieden             | ausgeschieden             | ausgeschieden | ausgeschieden | ausgeschieden         | ausgeschieden         | ausgeschieden | ausgeschieden | ausgeschieden |
| Janusz Wojnarowicz | Klasse über 100 kg | Teddy Riner      | 010-0003  | ausgeschieden  | ausgeschieden | ausgeschieden  | ausgeschieden | ausgeschieden             | ausgeschieden             | ausgeschieden | ausgeschieden | ausgeschieden         | ausgeschieden         | ausgeschieden | ausgeschieden | ausgeschieden |

### Kanu

#### Kanurennsport
| Athleten                                                            | Wettbewerb | Vorlauf      | Vorlauf | Halbfinale   | Halbfinale | Finale       | Finale       | Rang   |
| Athleten                                                            | Wettbewerb | Zeit         | Rang    | Zeit         | Rang       | Zeit         | Rang         | Rang   |
| ------------------------------------------------------------------- | ---------- | ------------ | ------- | ------------ | ---------- | ------------ | ------------ | ------ |
| Frauen                                                              |            |              |         |              |            |              |              |        |
| Marta Walczykiewicz                                                 | K-1 200 m  | 42,290 s     | 2       | 40,905 s     | 2          | 45,500 s     | 5            | 5      |
| Aneta Konieczna                                                     | K-1 500 m  | 1:52,069 min | 3       | 1:52,193 min | 4          | 1:53,356 min | 2 (B-Finale) | 10     |
| Beata Mikołajczyk Karolina Naja                                     | K-2 500 m  | 1:48,271 min | 5       | 1:48,873 min | 3          | 1:44,000 min | 3            | Bronze |
| Marta Walczykiewicz Beata Mikołajczyk Aneta Konieczna Karolina Naja | K-4 500 m  | 1:35,843 min | 5       | 1:30,338 min | 1          | 1:31,607 min | 4            | 4      |
| Männer                                                              |            |              |         |              |            |              |              |        |
| Piotr Siemionowski                                                  | K-1 200 m  | 35,990 s     | 2       | 36.507       | 6          | 38,585 s     | 6 (B-Finale) | 14     |
| Piotr Kuleta                                                        | C-1 200 m  | 44,645 s     | 5       | 45,348 s     | 7          | -            | -            | 21     |
| Piotr Kuleta                                                        | C-1 1000 m | 4:04,889 min | 5       | 3:53,802 min | 5          | 3:45,414 min | 1 (B-Finale) | 9      |
| Tomasz Kaczor Marcin Grzybowski                                     | C-2 1000 m | 3:38,759 min | 5       | 3:37,695 min | 4          | 3:37,692 min | 1 (B-Finale) | 9      |

#### Kanuslalom
| Athleten                          | Wettbewerb | Vorlauf  | Vorlauf | Halbfinale | Halbfinale | Finale   | Finale | Rang |
| Athleten                          | Wettbewerb | Zeit     | Rang    | Zeit       | Rang       | Zeit     | Rang   | Rang |
| --------------------------------- | ---------- | -------- | ------- | ---------- | ---------- | -------- | ------ | ---- |
| Frauen                            |            |          |         |            |            |          |        |      |
| Natalia Pacierpnik                | K-1        | 102,38 s | 9       | 107,79 s   | 1          | 115,08 s | 7      | 7    |
| Männer                            |            |          |         |            |            |          |        |      |
| Mateusz Polaczyk                  | K-1        | 88,51 s  | 7       | 96,36 s    | 2          | 96,14 s  | 4      | 4    |
| Grzegorz Kiljanek                 | C-1        | 93,50 s  | 8       | 106,14 s   | 9          | -        | -      | 9    |
| Marcin Pochwała Piotr Szczepański | C-2        | 101,00 s | 5       | 109,81 s   | 4          | 110,51 s | 5      | 5    |

### Leichtathletik
Laufen und Gehen
| Athleten                                                                                           | Wettbewerb        | Vorlauf      | Vorlauf | Halbfinale    | Halbfinale    | Finale        | Finale        | Rang          |
| Athleten                                                                                           | Wettbewerb        | Zeit         | Rang    | Zeit          | Rang          | Zeit          | Rang          | Rang          |
| -------------------------------------------------------------------------------------------------- | ----------------- | ------------ | ------- | ------------- | ------------- | ------------- | ------------- | ------------- |
| Frauen                                                                                             |                   |              |         |               |               |               |               |               |
| Marta Jeschke                                                                                      | 100 m             | 11,42 s      | 36      | ausgeschieden | ausgeschieden | ausgeschieden | ausgeschieden | 36            |
| Anna Kiełbasińska                                                                                  | 200 m             | 23,67 s      | 41      | ausgeschieden | ausgeschieden | ausgeschieden | ausgeschieden | 41            |
| Renata Pliś                                                                                        | 1500 m            | 4:19,62 min  | 42      | ausgeschieden | ausgeschieden | ausgeschieden | ausgeschieden | 42            |
| Karolina Jarzyńska                                                                                 | Marathon          | –            | –       | –             | –             | 2:30:57 h     | 36            | 36            |
| Anna Jesień                                                                                        | 400 m Hürden      | 55,44 s      | 15      | 56,28 s       | 22            | -             | -             | 22            |
| Katarzyna Kowalska                                                                                 | 3000 m Hindernis  | 9:48,60 min  | 30      | –             | –             | -             | -             | 30            |
| Matylda Szlęzak                                                                                    | 3000 m Hindernis  | 10:08,84 min | 41      | –             | –             | -             | -             | 41            |
| Anna Kiełbasińska Marika Popowicz Daria Korczyńska Ewelina Ptak Marta Jeschke Martyna Opoń         | 4 × 100-m-Staffel | 43,07 s      | 9       | –             | –             | -             | -             | 9             |
| Anna Jesień Agata Bednarek Justyna Święty Patrycja Wyciszkiewicz Iga Baumgart Magdalena Gorzkowska | 4 × 400-m-Staffel | 3:30,15 min  | 12      | –             | –             | -             | -             | 12            |
| Paulina Buziak                                                                                     | 20 km Gehen       | –            | –       | –             | –             | 1:35:23 h     | 45            | 45            |
| Agnieszka Dygacz                                                                                   | 20 km Gehen       | –            | –       | –             | –             | 1:31:28 h     | 23            | 23            |
| Agnieszka Szwarnóg                                                                                 | 20 km Gehen       | –            | –       | –             | –             | 1:31:14 h     | 22            | 22            |
| Männer                                                                                             |                   |              |         |               |               |               |               |               |
| Dariusz Kuć                                                                                        | 100 m             | 10,24 s      | 27      | ausgeschieden | ausgeschieden | ausgeschieden | ausgeschieden | 27            |
| Marcin Marciniszyn                                                                                 | 400 m             | 46,35 s      | 34      | ausgeschieden | ausgeschieden | ausgeschieden | ausgeschieden | 34            |
| Marcin Lewandowski                                                                                 | 800 m             | 1:47,64 min  | 29      | 1:45,08 min   | 9             | -             | -             | 9             |
| Adam Kszczot                                                                                       | 800 m             | 1:45,99 min  | 7       | 1:45,34 min   | 12            | -             | -             | 12            |
| Henryk Szost                                                                                       | Marathon          | –            | –       | –             | –             | 2:12,28 min   | 9             | 9             |
| Marcin Chabowski                                                                                   | Marathon          | –            | –       | –             | –             | DNS           | DNS           | DNS           |
| Artur Noga                                                                                         | 110 m Hürden      | DNF          | DNF     | ausgeschieden | ausgeschieden | ausgeschieden | ausgeschieden | ausgeschieden |
| Łukasz Parszczyński                                                                                | 3000 m Hindernis  | 8:30,08 min  | 24      | –             | –             | -             | -             | 24            |
| Dariusz Kuć Robert Kubaczyk Kamil Kryński Jakub Adamski Artur Zaczek Kamil Masztak                 | 4 × 100-m-Staffel | 38,31 s      | 9       | –             | –             | -             | -             | 9             |
| Piotr Wiaderek Marcin Marciniszyn Kacper Kozłowski Kamil Budziejewski Michał Pietrzak Patryk Dobek | 4 × 400-m-Staffel | 3:02,86 min  | 9       | –             | –             | -             | -             | 9             |
| Rafał Augustyn                                                                                     | 20 km Gehen       | –            | –       | –             | –             | 1:23:17 h     | 29            | 29            |
| Grzegorz Sudoł                                                                                     | 20 km Gehen       | –            | –       | –             | –             | 1:22:40 h     | 24            | 24            |
| Dawid Tomala                                                                                       | 20 km Gehen       | –            | –       | –             | –             | 1:21:56 h     | 19            | 19            |
| Łukasz Nowak                                                                                       | 50 km Gehen       | –            | –       | –             | –             | 3:42:47 h     | 9             | 9             |
| Rafał Sikora                                                                                       | 50 km Gehen       | –            | –       | –             | –             | 3:47:47 h     | 18            | 18            |
| Rafał Fedaczyński                                                                                  | 50 km Gehen       | –            | –       | –             | –             | DNF           | DNF           | DNF           |

Springen und Werfen
| Athleten              | Wettbewerb     | Qualifikation       | Qualifikation       | Finale             | Finale             | Rang               |
| Athleten              | Wettbewerb     | Weite/Höhe          | Rang                | Weite/Höhe         | Rang               | Rang               |
| --------------------- | -------------- | ------------------- | ------------------- | ------------------ | ------------------ | ------------------ |
| Frauen                |                |                     |                     |                    |                    |                    |
| Monika Pyrek          | Stabhochsprung | 4,40 m              | 15                  | ausgeschieden      | ausgeschieden      | ausgeschieden      |
| Anna Rogowska         | Stabhochsprung | 4,55 m              | 5                   | keine gültige Höhe | keine gültige Höhe | keine gültige Höhe |
| Żaneta Glanc          | Diskuswerfen   | 59,88 m             | 24                  | ausgeschieden      | ausgeschieden      | ausgeschieden      |
| Anita Włodarczyk      | Hammerwerfen   | 75,68 m             | 1                   | 77,60 m            | 2                  | Gold               |
| Joanna Fiodorow       | Hammerwerfen   | 70,48 m             | 12                  | 72,37 m            | 10                 | 10                 |
| Männer                |                |                     |                     |                    |                    |                    |
| Łukasz Michalski      | Stabhochsprung | 5,60 m              | 8                   | 5,50 m             | 11                 | 11                 |
| Piotr Małachowski     | Diskuswerfen   | 64,65 m             | 7                   | 67,19 m            | 5                  | 5                  |
| Robert Urbanek        | Diskuswerfen   | 59,56 m             | 32                  | ausgeschieden      | ausgeschieden      | ausgeschieden      |
| Przemysław Czajkowski | Diskuswerfen   | 61,08 m             | 22                  | ausgeschieden      | ausgeschieden      | ausgeschieden      |
| Paweł Fajdek          | Hammerwerfen   | keine gültige Weite | keine gültige Weite | ausgeschieden      | ausgeschieden      | ausgeschieden      |
| Szymon Ziółkowski     | Hammerwerfen   | 76,22 m             | 7                   | 77,10 m            | 7                  | 7                  |
| Paweł Rakoczy         | Speerwerfen    | 77,36 m             | 28                  | ausgeschieden      | ausgeschieden      | ausgeschieden      |
| Bartosz Osewski       | Speerwerfen    | 71,19 m             | 42                  | ausgeschieden      | ausgeschieden      | ausgeschieden      |
| Igor Janik            | Speerwerfen    | 78,90 m             | 19                  | ausgeschieden      | ausgeschieden      | ausgeschieden      |
| Tomasz Majewski       | Kugelstoßen    | 21,03 m             | 3                   | 21,89 m            | 1                  | Gold               |

Mehrkampf
| Athletinnen        | 100 m Hürden | 100 m Hürden | Hochsprung | Hochsprung | Kugelstoßen | Kugelstoßen | 200 m   | 200 m  | Weitsprung  | Weitsprung | Speerwerfen | Speerwerfen | 800 m      | 800 m      | Punkte     | Rang       |
| Athletinnen        | Zeit         | Punkte       | Höhe       | Punkte     | Weite       | Punkte      | Zeit    | Punkte | Weite       | Punkte     | Weite       | Punkte      | Zeit       | Punkte     | Punkte     | Rang       |
| ------------------ | ------------ | ------------ | ---------- | ---------- | ----------- | ----------- | ------- | ------ | ----------- | ---------- | ----------- | ----------- | ---------- | ---------- | ---------- | ---------- |
| Siebenkampf Frauen |              |              |            |            |             |             |         |        |             |            |             |             |            |            |            |            |
| Karolina Tymińska  | 13,22 s      | 1091         |            | 830        | 13,74 m     | 777         | 23,71 s | 1009   | keine Weite | 0          | aufgegeben  | aufgegeben  | aufgegeben | aufgegeben | aufgegeben | aufgegeben |

### Moderner Fünfkampf
| Athleten           | Fechten | Fechten | Schwimmen | Schwimmen | Reiten | Reiten | Combined | Combined | Punkte | Rang |
| Athleten           | Bilanz  | Punkte  | Zeit      | Punkte    | Zeit   | Punkte | Zeit     | Punkte   | Punkte | Rang |
| ------------------ | ------- | ------- | --------- | --------- | ------ | ------ | -------- | -------- | ------ | ---- |
| Frauen             |         |         |           |           |        |        |          |          |        |      |
| Sylwia Gawlikowska | 17-18   | 808     | 2:17,35   | 1152      | k. A.  | 1148   | 12:15,27 | 2060     | 5168   | 13   |
| Katarzyna Wójcik   | 16-19   | 784     | 2:20,94   | 1112      | k. A.  | 1140   | 12:17,69 | 2052     | 5088   | 19   |
| Männer             |         |         |           |           |        |        |          |          |        |      |
| Szymon Staśkiewicz | 14-21   | 736     | 2:11,54   | 1224      | k. A.  | 1180   | 10:56,31 | 2376     | 5516   | 24   |

### Radsport

#### Bahn
| Athleten                                                                   | Wettbewerb | Qualifikation | Qualifikation | Finals        | Finals        | Rang          |
| Athleten                                                                   | Wettbewerb | Zeit          | Rang          | Zeit          | Rang          | Rang          |
| -------------------------------------------------------------------------- | ---------- | ------------- | ------------- | ------------- | ------------- | ------------- |
| Männer                                                                     |            |               |               |               |               |               |
| Damian Zieliński                                                           | Sprint     | 10,323 s      | 14            | ausgeschieden | ausgeschieden | ausgeschieden |
| Kamil Kuczyński                                                            | Keirin     |               | 4             | ausgeschieden | ausgeschieden | 13            |
| Maciej Bielecki Kamil Kuczyński Damian Zieliński Adrian Tekliński (Ersatz) | Teamsprint | 44,712 s      | 10            | ausgeschieden | ausgeschieden | ausgeschieden |

Mehrkampf
| Omnium Frauen      |          |    |    |   |   |              |    |    |          |    |    |    |
| Małgorzata Wojtyra | 14,754 s | 13 | 34 | 1 | 6 | 3:45,083 min | 12 | 13 | 36,790 s | 14 | 63 | 11 |

#### Straße
| Athleten            | Wettbewerb       | Zeit         | Rang |
| ------------------- | ---------------- | ------------ | ---- |
| Frauen              |                  |              |      |
| Katarzyna Pawłowska | Straßenrennen    | 3:35:56 h    | 11   |
| Männer              |                  |              |      |
| Maciej Bodnar       | Straßenrennen    | 5:46:37 h    | 84   |
| Michał Gołaś        | Straßenrennen    | DNF          | DNF  |
| Michał Kwiatkowski  | Straßenrennen    | 5:46:37 h    | 60   |
| Maciej Bodnar       | Einzelzeitfahren | 55:49,67 min | 25   |

#### Mountainbike
| Athleten              | Wettbewerb    | Zeit      | Rang |
| --------------------- | ------------- | --------- | ---- |
| Frauen                |               |           |      |
| Aleksandra Dawidowicz | Cross-Country | 1:33:20 h | 7    |
| Paula Gorycka         | Cross-Country | 1:39:18 h | 22   |
| Männer                |               |           |      |
| Marek Konwa           | Cross-Country | 1:32:41 h | 16   |
| Piotr Brzózka         | Cross-Country | 1:38:37 h | 32   |

### Reiten
| Athleten                                            | Wettbewerb | Prozent     | Rang |
| --------------------------------------------------- | ---------- | ----------- | ---- |
| Dressur                                             |            |             |      |
| Beata Stremler                                      | Einzel     | 69,422      | 36   |
| Michał Rapcewicz                                    | Einzel     | 66,915      | 45   |
| Katarzyna Milczarek                                 | Einzel     | 69,271      | 38   |
| Beata Stremler Michał Rapcewicz Katarzyna Milczarek | Mannschaft | 68,536      | 8    |
| Athleten                                            | Wettbewerb | Strafpunkte | Rang |
| Vielseitigkeit                                      |            |             |      |
| Paweł Spisak                                        | Einzel     | 77,20       | 41   |

### Rhythmische Sportgymnastik
| Athletinnen    | Wettbewerb       | Qualifikation | Qualifikation | Finale  | Finale | Rang |
| Athletinnen    | Wettbewerb       | Punkte        | Rang          | Punkte  | Rang   | Rang |
| -------------- | ---------------- | ------------- | ------------- | ------- | ------ | ---- |
| Frauen         |                  |               |               |         |        |      |
| Joanna Mitrosz | Mehrkampf Einzel | 109,750       | 8             | 108,900 | 9      | 9    |

### Ringen
| Athleten                         | Wettbewerb        | 1. Runde          | 1. Runde | Achtelfinale           | Achtelfinale | Viertelfinale  | Viertelfinale | Halbfinale    | Halbfinale    | Hoffnungsrunde Viertelfinale | Hoffnungsrunde Viertelfinale | Hoffnungsrunde Halbfinale | Hoffnungsrunde Halbfinale | Hoffnungsrunde Finale | Hoffnungsrunde Finale | Finale        | Finale        | Rang   |
| Athleten                         | Wettbewerb        | Gegner            | Ergebnis | Gegner                 | Ergebnis     | Gegner         | Ergebnis      | Gegner        | Ergebnis      | Gegner                       | Ergebnis                     | Gegner                    | Ergebnis                  | Gegner                | Ergebnis              | Gegner        | Ergebnis      | Rang   |
| -------------------------------- | ----------------- | ----------------- | -------- | ---------------------- | ------------ | -------------- | ------------- | ------------- | ------------- | ---------------------------- | ---------------------------- | ------------------------- | ------------------------- | --------------------- | --------------------- | ------------- | ------------- | ------ |
| Freistil Frauen                  |                   |                   |          |                        |              |                |               |               |               |                              |                              |                           |                           |                       |                       |               |               |        |
| Iwona Matkowska                  | Klasse bis 48 kg  | Patricia Bermudez | 3:0      | Otgontsetseg Davaasukh | 5:0          | Mariya Stadnik | 1:3           | ausgeschieden | ausgeschieden | Clarissa Chun                | 0:5                          | ausgeschieden             | ausgeschieden             | ausgeschieden         | ausgeschieden         | ausgeschieden | ausgeschieden | 7      |
| Monika Ewa Michalik              | Klasse bis 63 kg  | Freilos           | Freilos  | Blessing Oborududu     | 3:0          | Ruixue Jing    | 0:3           | ausgeschieden | ausgeschieden | Un Gyong Choe                | 3:1                          | Ljubow Wolossowa          | 1:3                       | ausgeschieden         | ausgeschieden         | ausgeschieden | ausgeschieden | 5      |
| griechisch-römischer Stil Männer |                   |                   |          |                        |              |                |               |               |               |                              |                              |                           |                           |                       |                       |               |               |        |
| Damian Janikowski                | Klasse bis 84 kg  | Nazmi Avluca      | 3:0      | Amer Hrustanovic       | 3:0          | Pablo Shorey   | 5:0           | Karam Ibrahim | 1:3           | –                            | –                            | –                         | –                         | Mélonin Noumonvi      | 3:0                   | ausgeschieden | ausgeschieden | Bronze |
| Łukasz Banak                     | Klasse bis 120 kg | Freilos           | Freilos  | Radhouane Chebbi       | 3:0          | Heiki Nabi     | 0:3           | ausgeschieden | ausgeschieden | –                            | –                            | Iossif Tschuhaschwili     | 0:3                       | ausgeschieden         | ausgeschieden         | ausgeschieden | ausgeschieden | 10     |

### Rudern
| Athleten | Wettbewerb            | Vorlauf     | Vorlauf | Vorlauf       | Hoffnungslauf | Hoffnungslauf | Hoffnungslauf | Viertelfinale | Viertelfinale | Viertelfinale | Halbfinale    | Halbfinale    | Halbfinale    | Finale        | Finale        | Rang   |
| Athleten | Wettbewerb            | Zeit        | Rang    | Qualifikation | Zeit          | Rang          | Qualifikation | Zeit          | Rang          | Qualifikation | Zeit          | Rang          | Qualifikation | Zeit          | Rang          | Rang   |
| --- | --------------------- | ----------- | ------- | ------------- | ------------- | ------------- | ------------- | ------------- | ------------- | ------------- | ------------- | ------------- | ------------- | ------------- | ------------- | ------ |
| Frauen |                       |             |         |               |               |               |               |               |               |               |               |               |               |               |               |        |
| Magdalena Fularczyk Julia Michalska | Doppelzweier          | 6:50,85 min | 2       | Finale A      | –             | –             | –             | –             | –             | –             | –             | –             | –             | 7:07,92 min   | 3             | Bronze |
| Natalia Madaj Kamila Soćko Sylwia Lewandowska Joanna Leszczyńska                                                                                    | Doppelvierer          | 6:21,44 min | 3       | Hoffnungslauf | 6:23,19 min   | 5             | Finale B      | –             | –             | –             | –             | –             | –             | 6:57,20 min   | 2             | 8      |
| Männer |                       |             |         |               |               |               |               |               |               |               |               |               |               |               |               |        |
| Michał Słoma | Einer                 | 6:54,58 min | 3       |               | –             | –             | –             | 7:21,55 min   | 5             |               | 7:39,00 min   | 3             |               | 7:34,98 min   | 5 C-Finale    | 17     |
| Jarosław Godek Wojciech Gutorski | Zweier                | 6:19,98 min | 3       |               | –             | –             | –             | –             | –             | –             | 7:04,59 min   | 4             |               | 6:56,00 min   | 4 B-Finale    | 10     |
| Adam Korol Marek Kolbowicz Michał Jeliński Konrad Wasielewski                                                                                       | Doppelvierer          | 5:40,56 min | 2       |               | –             | –             | –             | –             | –             | –             | 6:10,75 min   | 3             |               | 5:51,74 min   | 6             | 6      |
| Marcin Brzeziński Rafał Hejmej Zbigniew Schodowski Piotr Hojka Mikołaj Burda Piotr Juszczak Krystian Aranowski Michał Szpakowski Daniel Trojanowski | Achter                | 5:35,64 min | 3       |               | 5:30,34 min   | 5             |               | –             | –             | –             | –             | –             | –             | 5:57,67 min   | 1 B-Finale    | 7      |
| Miłosz Bernatajtys Łukasz Pawłowski Paweł Rańda Łukasz Siemion                                                                                      | Leichtgewichts-Vierer | 5:53,52 min | 4       |               | 6:04,46 min   | 4             |               | –             | –             | –             | ausgeschieden | ausgeschieden | ausgeschieden | ausgeschieden | ausgeschieden |        |

### Schießen
| Athleten                  | Wettbewerb                           | Qualifikation | Qualifikation | Finale | Finale | Ringe | Rang   |
| Athleten                  | Wettbewerb                           | Ringe         | Rang          | Ringe  | Rang   | Ringe | Rang   |
| ------------------------- | ------------------------------------ | ------------- | ------------- | ------ | ------ | ----- | ------ |
| Frauen                    |                                      |               |               |        |        |       |        |
| Beata Bartków-Kwiatkowska | Luftpistole 10 m                     | 366           | 44            | –      | –      | 366   | 44     |
| Sylwia Bogacka            | Luftgewehr 10 m                      | 399           | 1             | 103,2  | 2      | 502,2 | Silber |
| Paula Wrońska             | Luftgewehr 10 m                      | 390           | 47            | –      | –      | 390   | 47     |
| Sylwia Bogacka            | Kleinkaliber Dreistellungskampf 50 m | 583           | 8             | 98.9   | 4      | 681.9 | 4      |
| Agnieszka Nagay           | Kleinkaliber Dreistellungskampf 50 m | 584           | 5             | 94.2   | 8      | 678.2 | 8      |

### Schwimmen
| Athleten | Wettbewerb                 | Vorlauf  | Vorlauf | Halbfinale | Halbfinale | Finale    | Finale | Rang |
| Athleten | Wettbewerb                 | Zeit     | Rang    | Zeit       | Rang       | Zeit      | Rang   | Rang |
| --- | -------------------------- | -------- | ------- | ---------- | ---------- | --------- | ------ | ---- |
| Frauen |                            |          |         |            |            |           |        |      |
| Anna Dowgiert | 50 m Freistil              | 25.59    | 30      | -          | -          | -         | -      | 30   |
| Katarzyna Wilk | 100 m Freistil             | 56.13    | 27      | -          | -          | -         | -      | 27   |
| Otylia Jędrzejczak                                                                                                 | 100 m Schmetterling        | 59.31    | 25      | -          | -          | -         | -      | 25   |
| Otylia Jędrzejczak                                                                                                 | 200 m Schmetterling        | 2:09.33  | 16      | 2:13.09    | 16         | -         | -      | 16   |
| Alicja Tchórz | 100 m Rücken               | 1:01.44  | 25      | -          | -          | -         | -      | 25   |
| Alicja Tchórz | 200 m Rücken               | 2:14.02  | 29      | -          | -          | -         | -      | 29   |
| Karolina Szczepaniak                                                                                               | 400 m Lagen                | 4:52.50  | 31      | –          | –          | -         | -      | 31   |
| Otylia Jędrzejczak Karolina Szczepaniak Katarzyna Wilk Alexandra Putra Diana Sokołowska                            | 4 × 200-m-Freistil-Staffel | 8:13.76  | 16      | –          | –          | -         | -      | 16   |
| Natalia Charlos | 10 km Freiwasser           | –        | –       | –          | –          | 1:59.58.7 | 15     | 15   |
| Männer |                            |          |         |            |            |           |        |      |
| Kacper Majchrzak                                                                                                   | 50 m Freistil              | 23.00    | 33      | -          | -          | -         | -      | 33   |
| Konrad Czerniak | 100 m Freistil             | 48.67    | 7       | 48.44      | 9          | -         | -      | 9    |
| Mateusz Sawrymowicz                                                                                                | 400 m Freistil             | 3:53.33  | 21      | –          | –          | -         | -      | 21   |
| Mateusz Sawrymowicz                                                                                                | 1500 m Freistil            | 14:57.59 | 8       | –          | –          | 14:54.32  | 7      | 7    |
| Konrad Czerniak | 100 m Schmetterling        | 51.85    | 4       | 51.78      | 7          | 52.05     | 8      | 8    |
| Paweł Korzeniowski                                                                                                 | 200 m Schmetterling        | 1:56.09  | 11      | 1:55.04    | 7          | 1:55.08   | 7      | 7    |
| Marcin Cieślak | 200 Schmetterling          | 1:57.07  | 19      | -          | -          | -         | -      | 19   |
| Dawid Szulich | 100 m Brust                | 1:02.07  | 32      | -          | -          | -         | -      | 32   |
| Sławomir Kuczko | 200 m Brust                | 2.12.51  | 21      | -          | -          | -         | -      | 21   |
| Marcin Tarczyński                                                                                                  | 100 m Rücken               | 55.06    | 27      | -          | -          | -         | -      | 27   |
| Radosław Kawęcki                                                                                                   | 200 m Rücken               | 1:58.18  | 14      | 1:56.74    | 5          | 1:55.59   | 4      | 4    |
| Marcin Cieślak | 200 m Lagen                | 2:00.45  | 19      | -          | -          | -         | -      | 19   |
| Konrad Czerniak Paweł Korzeniowski Marcin Tarczyński Dawid Szulich Kacper Majchrzak Sławomir Kuczko Oskar Krupecki | 4 × 100-m-Lagen-Staffel    | 3:38.16  | 16      | –          | –          | -         | -      | 16   |

### Segeln
Fleet Race
| Athleten                            | Wettbewerb      | Qualifikation | Qualifikation | Medal Race | Medal Race | Punkte | Rang   |
| Athleten                            | Wettbewerb      | Punkte        | Rang          | Punkte     | Rang       | Punkte | Rang   |
| ----------------------------------- | --------------- | ------------- | ------------- | ---------- | ---------- | ------ | ------ |
| Frauen                              |                 |               |               |            |            |        |        |
| Zofia Noceti-Klepacka               | Windsurfen RS:X | 41            | 5             | 6          | 3          | 47     | Bronze |
| Anna Weinzieher                     | Laser Radial    | 185           | 22            | -          | -          | 185    | 22     |
| Agnieszka Skrzypulec Jolanta Ogar   | 470er           | 98            | 12            | -          | -          | 98     | 12     |
| Männer                              |                 |               |               |            |            |        |        |
| Przemysław Miarczyński              | Windsurfen RS:X | 52            | 4             | 8          | 4          | 60     | Bronze |
| Kacper Ziemiński                    | Laser           | 145           | 17            | -          | -          | 145    | 17     |
| Piotr Kula                          | Finn Dinghy     | 148           | 16            | -          | -          | 148    | 16     |
| Paweł Kołodziński Łukasz Przybytek  | 49er            | 146           | 13            | -          | -          | 146    | 13     |
| Mateusz Kusznierewicz Dominik Życki | Starboot        | 54            | 5             | 18         | 9          | 72     | 8      |

### Taekwondo
| Athleten         | Wettbewerb       | Achtelfinale    | Achtelfinale | Viertelfinale | Viertelfinale | Halbfinale    | Halbfinale    | Hoffnungsrunde Halbfinale | Hoffnungsrunde Halbfinale | Hoffnungsrunde Finale | Hoffnungsrunde Finale | Finale        | Finale        | Rang |
| Athleten         | Wettbewerb       | Gegner          | Ergebnis     | Gegner        | Ergebnis      | Gegner        | Ergebnis      | Gegner                    | Ergebnis                  | Gegner                | Ergebnis              | Gegner        | Ergebnis      | Rang |
| ---------------- | ---------------- | --------------- | ------------ | ------------- | ------------- | ------------- | ------------- | ------------------------- | ------------------------- | --------------------- | --------------------- | ------------- | ------------- | ---- |
| Männer           |                  |                 |              |               |               |               |               |                           |                           |                       |                       |               |               |      |
| Michał Łoniewski | Klasse bis 68 kg | Rohullah Nikpai | 5:12         | ausgeschieden | ausgeschieden | ausgeschieden | ausgeschieden | ausgeschieden             | ausgeschieden             | ausgeschieden         | ausgeschieden         | ausgeschieden | ausgeschieden | 11   |

### Tennis
| Athleten                              | Wettbewerb | 1. Runde                              | 1. Runde      | 2. Runde        | 2. Runde      | Achtelfinale              | Achtelfinale  | Viertelfinale | Viertelfinale | Halbfinale    | Halbfinale    | Finale        | Finale        |               |
| Athleten                              | Wettbewerb | Gegner                                | Ergebnis      | Gegner          | Ergebnis      | Gegner                    | Ergebnis      | Gegner        | Ergebnis      | Gegner        | Ergebnis      | Gegner        | Ergebnis      |               |
| ------------------------------------- | ---------- | ------------------------------------- | ------------- | --------------- | ------------- | ------------------------- | ------------- | ------------- | ------------- | ------------- | ------------- | ------------- | ------------- | ------------- |
| Frauen                                |            |                                       |               |                 |               |                           |               |               |               |               |               |               |               |               |
| Agnieszka Radwańska                   | Einzel     | Julia Görges                          | 7:5, 6:7, 6:4 | ausgeschieden   | ausgeschieden | ausgeschieden             | ausgeschieden | ausgeschieden | ausgeschieden | ausgeschieden | ausgeschieden | ausgeschieden | ausgeschieden |               |
| Urszula Radwańska                     | Einzel     | Mona Barthel                          | 4:6, 3:6      | Serena Williams | 2:6, 3:6      | ausgeschieden             | ausgeschieden | ausgeschieden | ausgeschieden | ausgeschieden | ausgeschieden | ausgeschieden | ausgeschieden |               |
| Agnieszka Radwańska Urszula Radwańska | Doppel     | Dominika Cibulková Daniela Hantuchová | 6:2, 6:1      | –               | –             | Liezel Huber Lisa Raymond | 4:6, 6:7      | ausgeschieden | ausgeschieden | ausgeschieden | ausgeschieden | ausgeschieden | ausgeschieden |               |
| Klaudia Jans-Ignacik Alicja Rosolska  | Doppel     | Marija Kirilenko Nadeschda Petrowa    | 7:6, 3:6, 2:6 | –               | –             | ausgeschieden             | ausgeschieden | ausgeschieden | ausgeschieden | ausgeschieden | ausgeschieden | ausgeschieden | ausgeschieden | ausgeschieden |
| Männer                                |            |                                       |               |                 |               |                           |               |               |               |               |               |               |               |               |
| Łukasz Kubot                          | Einzel     | Grigor Dimitrow                       | 3:6, 6:7      | ausgeschieden   | ausgeschieden | ausgeschieden             | ausgeschieden | ausgeschieden | ausgeschieden | ausgeschieden | ausgeschieden | ausgeschieden | ausgeschieden |               |
| Marcin Matkowski Mariusz Fyrstenberg  | Doppel     | David Ferrer Feliciano López          | 7:6, 6:7, 8:6 | –               | –             | ausgeschieden             | ausgeschieden | ausgeschieden | ausgeschieden | ausgeschieden | ausgeschieden | ausgeschieden | ausgeschieden |               |
| Mixed                                 |            |                                       |               |                 |               |                           |               |               |               |               |               |               |               |               |
| Agnieszka Radwańska Marcin Matkowski  | Mixed      | Samantha Stosur Lleyton Hewitt        | 3:6, 3:6      | –               | –             | ausgeschieden             | ausgeschieden | ausgeschieden | ausgeschieden | ausgeschieden | ausgeschieden | ausgeschieden | ausgeschieden | ausgeschieden |

### Tischtennis
| Athleten                                                              | Wettbewerb | 1. Runde    | 1. Runde | 2. Runde  | 2. Runde | 3. Runde      | 3. Runde      | 4. Runde        | 4. Runde      | Viertelfinale | Viertelfinale | Halbfinale    | Halbfinale    | Finale        | Finale        |
| Athleten                                                              | Wettbewerb | Gegner      | Ergebnis | Gegner    | Ergebnis | Gegner        | Ergebnis      | Gegner          | Ergebnis      | Gegner        | Ergebnis      | Gegner        | Ergebnis      | Gegner        | Ergebnis      |
| --------------------------------------------------------------------- | ---------- | ----------- | -------- | --------- | -------- | ------------- | ------------- | --------------- | ------------- | ------------- | ------------- | ------------- | ------------- | ------------- | ------------- |
| Frauen                                                                |            |             |          |           |          |               |               |                 |               |               |               |               |               |               |               |
| Li Qian                                                               | Einzel     | -           | -        | -         | -        | Huang Yi-Hua  | 4:0           | Kasumi Ishikawa | 1:4           | ausgeschieden | ausgeschieden | ausgeschieden | ausgeschieden | ausgeschieden | ausgeschieden |
| Natalia Partyka                                                       | Einzel     | -           | -        | Mie Skov  | 4:3      | Li Jie        | 2:4           | ausgeschieden   | ausgeschieden | ausgeschieden | ausgeschieden | ausgeschieden | ausgeschieden | ausgeschieden | ausgeschieden |
| Li Qian Natalia Partyka Katarzyna Grzybowska Kinga Stefańska (Ersatz) | Mannschaft | Singapur    | 1:3      | –         | –        | –             | –             | –               | –             | ausgeschieden | ausgeschieden | ausgeschieden | ausgeschieden | ausgeschieden | ausgeschieden |
| Männer                                                                |            |             |          |           |          |               |               |                 |               |               |               |               |               |               |               |
| Wang Zeng Yi                                                          | Einzel     | Hugo Hoyama | 4:3      | He Zhiwen | 3:4      | ausgeschieden | ausgeschieden | ausgeschieden   | ausgeschieden | ausgeschieden | ausgeschieden | ausgeschieden | ausgeschieden | ausgeschieden | ausgeschieden |

### Triathlon
| Athleten         | Wettbewerb | Zeit      | Rang |
| ---------------- | ---------- | --------- | ---- |
| Frauen           |            |           |      |
| Maria Cześnik    | Einzel     | 2:04:09 h | 31   |
| Agnieszka Jerzyk | Einzel     | 2:02:52 h | 25   |
| Männer           |            |           |      |
| Marek Jaskółka   | Einzel     | 1:52:38 h | 47   |

### Turnen
| Athleten            | Wettbewerb       | Qualifikation | Qualifikation | Finale        | Finale        | Rang          |
| Athleten            | Wettbewerb       | Punkte        | Rang          | Punkte        | Rang          | Rang          |
| ------------------- | ---------------- | ------------- | ------------- | ------------- | ------------- | ------------- |
| Frauen              |                  |               |               |               |               |               |
| Marta Pihan-Kulesza | Mehrkampf Einzel | 54,365        | 26            | 55,465        | 19            | 19            |
| Marta Pihan-Kulesza | Sprung           | 13,833        | 44            | ausgeschieden | ausgeschieden | ausgeschieden |
| Marta Pihan-Kulesza | Stufenbarren     | 14,033        | 27            | ausgeschieden | ausgeschieden | ausgeschieden |
| Marta Pihan-Kulesza | Schwebebalken    | 12,166        | 64            | ausgeschieden | ausgeschieden | ausgeschieden |
| Marta Pihan-Kulesza | Boden            | 14,333        | 11            | ausgeschieden | ausgeschieden | ausgeschieden |
| Männer              |                  |               |               |               |               |               |
| Roman Kulesza       | Mehrkampf Einzel | 84,698        | 28            | 84,165        | 24            | 24            |

### Volleyball
| Wettbewerb    | Männer |
| ------------- | --- |
| Athleten      | Paweł Zagumny Łukasz Żygadło Zbigniew Bartman Jakub Jarosz Marcin Możdżonek Piotr Nowakowski Grzegorz Kosok Michał Kubiak Bartosz Kurek Michał Ruciak Michał Winiarski Krzysztof Ignaczak |
| Trainer       | Andrea Anastasi |
| Gruppenphase  | Italien (3:1) Bulgarien (1:3) Argentinien (3:0) Vereinigtes Königreich (3:0) Australien (1:3)                                                                                             |
| Viertelfinale | Russland (0:3) |
| Halbfinale    | ausgeschieden |
| Finale        | ausgeschieden |